# Narrenschiffbrunnen (Nürnberg)

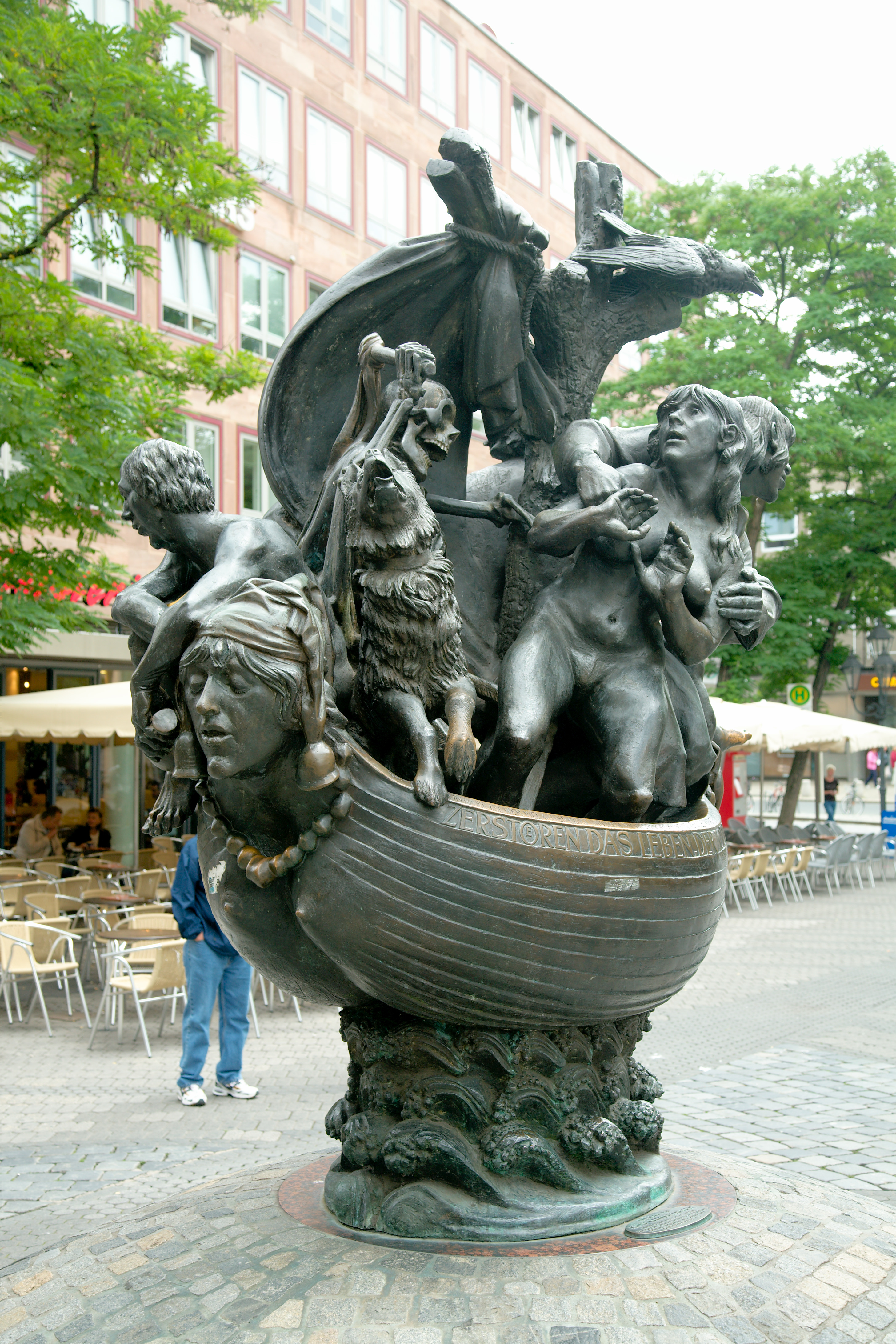
Narrenschiff von Jürgen Weber (trocken aufgestellte Brunnenplastik)

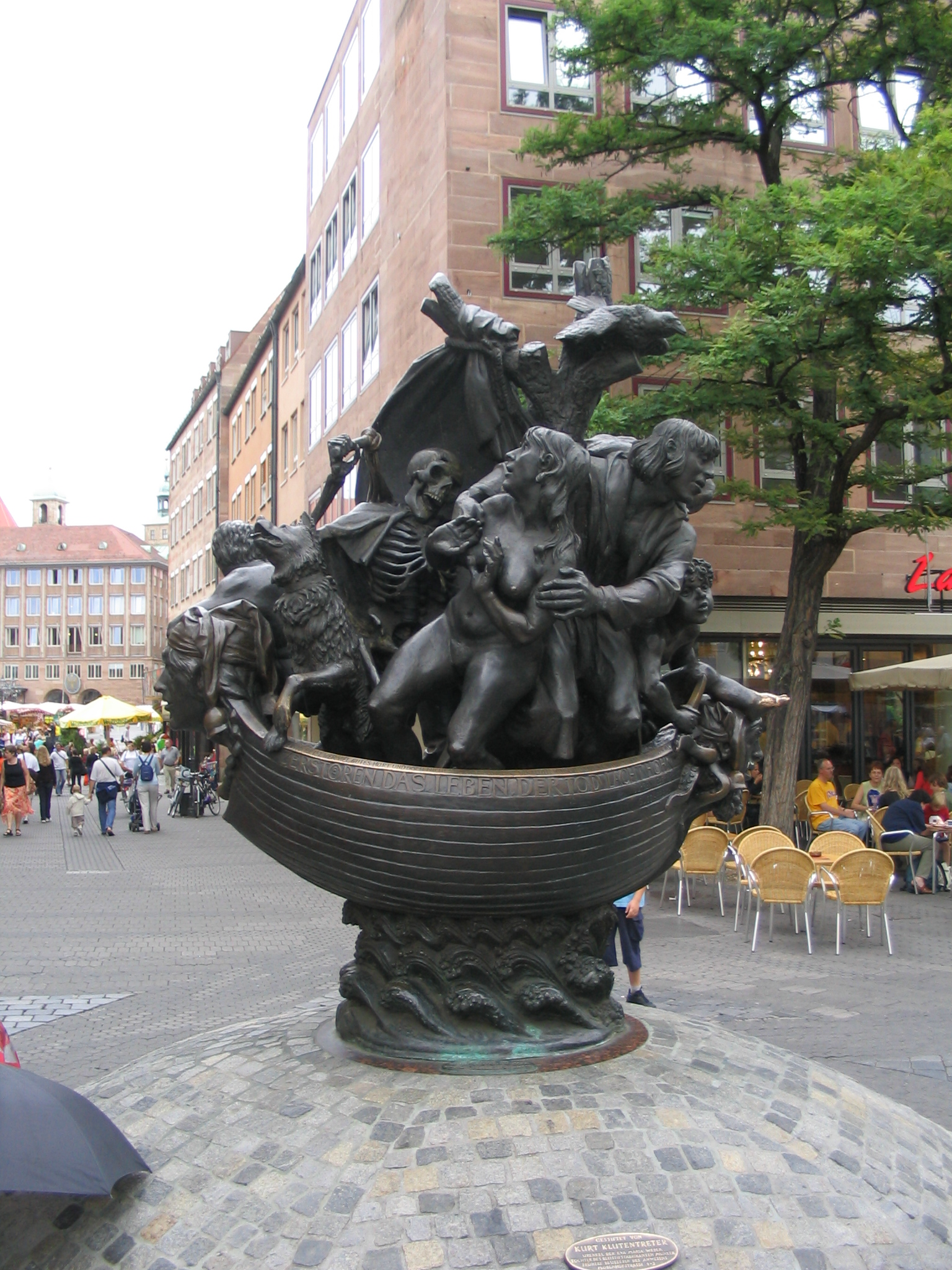
Narrenschiff von Süden (Blick von der Museumsbrücke/Königstraße)

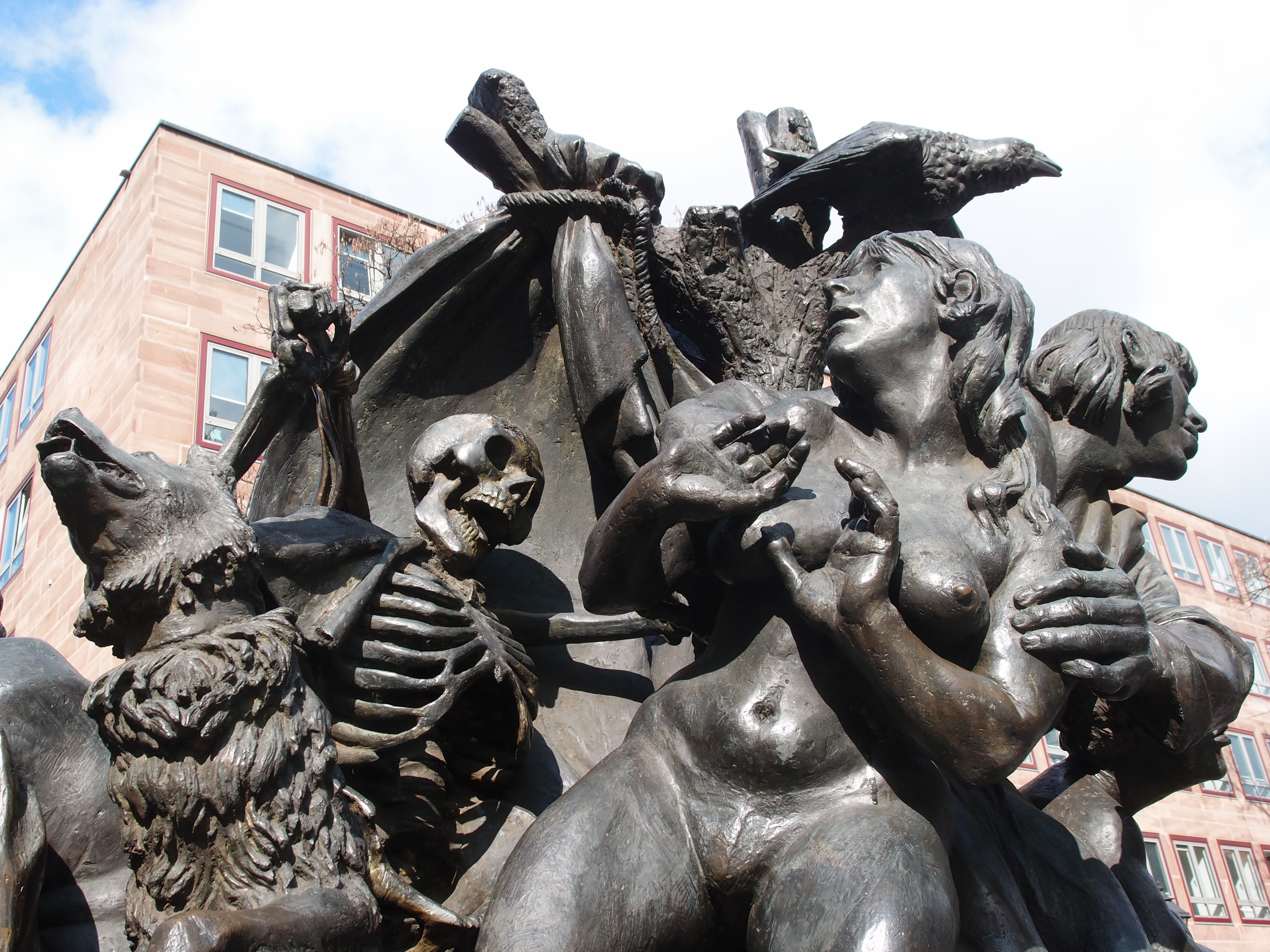
Detailansicht

Der Narrenschiffbrunnen ist eine trocken aufgestellte Brunnenplastik in Nürnberg. Sie ist ein Werk des 2007 verstorbenen Bildhauers Jürgen Weber.

## Geschichte
Die Brunnenskulptur entstand 1984–87. Sie wurde in zwei Exemplaren von der Kunstgießerei Lenz gegossen. Der erste Guss steht in Hameln. Das zweite Exemplar wurde 1987 anlässlich einer Kunstausstellung in Nürnberg gezeigt. Der Mäzen Kurt Klutentreter (1910–2000) ermöglichte den Ankauf. 1988 wurde die Plastik auf dem (namenlosen) Platz zwischen Museumsbrücke, Spitalgasse und Plobenhofstraße trocken aufgestellt. Die gegenständliche Plastik stieß auf geteiltes Echo und wurde damals wegen ihres „neobarocken“ Charakters kritisiert. Insofern knüpfte dies an die seinerzeitige Kritik des ebenfalls von Weber stammenden Hans-Sachs-Brunnens an, der 1984 vor dem Weißen Turm aufgestellt wurde.
1990 gab es Bestrebungen, die Skulptur im Sinne des Künstlers („das Schiff hätte wie eine Brunnenschale überlaufen und aus den Galionsfiguren, der Krähe und dem Weinglas hätte Wasser sprudeln sollen“) als Brunnen zu vervollständigen. Die Übernahme der mit 300.000 DM veranschlagten Kosten für einen höheren Konus, ein gepflastertes Becken und die Wasserversorgung hatte Klutentreter wiederum zugesagt. Der Kulturausschuss des Stadtrates lehnte, beraten durch den Beirat für Bildende Kunst, die Spende und die Fertigstellung des Brunnens ab. Die Brunnenplastik steht bis heute trocken auf einem Pflasterbuckel in der Fußgängerzone.

## Beschreibung
Die Brunnenplastik greift die bildhaften Darstellungen der Holzschnitte Albrecht Dürers zur Moralsatire Das Narrenschiff von Sebastian Brant (1497) auf. Die 3,60 m hohe Bronzeskulptur zeigt ein Schiffchen als Metapher für die vom Untergang bedrohte Welt. Die – typisch für Weber – expressiv plastisch durchgeformten und wie in Bewegung begriffenen Figuren zeigen etwa die Vertreibung Adams und Evas aus dem Paradies, Adam und seinen Mördersohn Kain als Kind, die Allegorie der Gewalt und andere Szenen aus dem Buch Brants. Die beiden umlaufenden Spruchbänder am Brunnen stellen als Appell gegen Umweltzerstörung, Krieg und Gewalt einen Bezug zur Gegenwart her.